# 拉默湖
52°44′54″N 13°24′35″E / 52.748341°N 13.409819°E

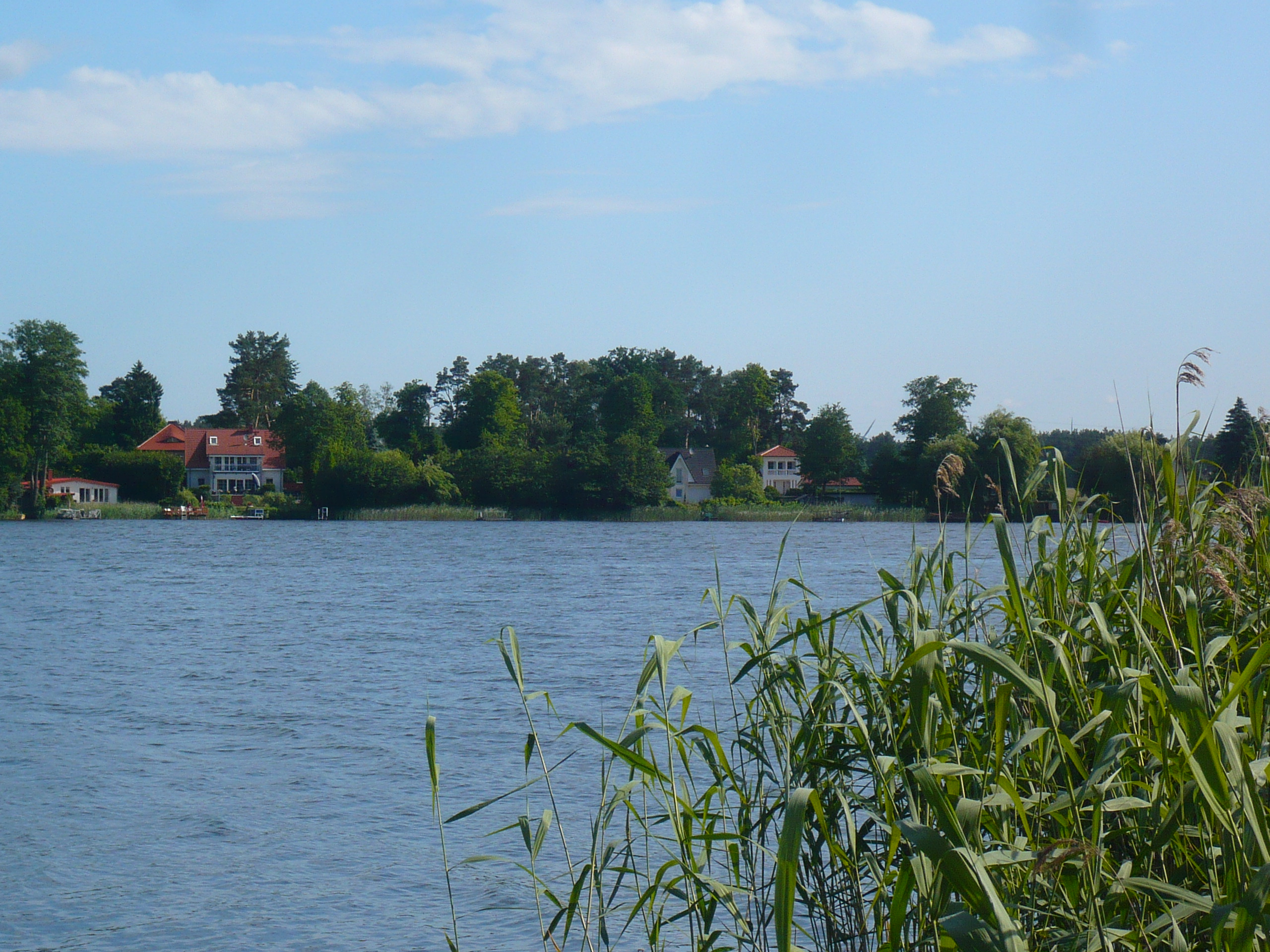

拉默湖（德語：Rahmersee），是德國的湖泊，位於該國西南部，由勃蘭登堡州負責管轄，處於萬德利茨，長2公里、寬0.4公里，面積0.9平方公里，海拔高度50米，平均水深5米，最大水深9米，湖岸線長度5公里。